# NGC 5350
NGC 5350 је спирална галаксија у сазвежђу Ловачки пси која се налази на NGC листи објеката дубоког неба.
Деклинација објекта је + 40° 21' 50" а ректасцензија 13h 53m 21,5s. Привидна величина (магнитуда) објекта NGC 5350 износи 11,6 а фотографска магнитуда 12,4. Налази се на удаљености од 33,100 милиона парсека од Сунца. NGC 5350 је још познат и под ознакама UGC 8810, MCG 7-29-9, MK 1485, IRAS 13512+4036, KUG 1351+406, CGCG 219-17, HCG 68C, near HD 121197, PGC 49347.